# 廣幡忠禮
廣幡忠禮（1824年7月24日—1897年2月18日），是江戶時代後期的公卿；也是正親町源氏的廣幡家當主。

## 生涯
廣幡忠禮在文政七年（1824年）出生，是父母廣幡基豐和鷹司皐子（鷹司政熙女）的長子；同時作為近衛家近衛忠熙的猶子被授予偏諱「忠」字。
文政九年（1826年）敘從五位下，歷任侍從、右近衛權少將與左近衛權中將，在天保十一年（1840年）昇敘從三位，位列公卿。
其後他曾被任命為踏歌節會外弁、權中納言與大納言。文久三年（1863年）因捲入八月十八日政變而被停止參內，至慶應三年（1867年）被赦免，同時任內大臣。
明治年間，他被授予侯爵爵位，並在帝國議會的貴族院中活躍，到明治30年（1897年）逝世，享年72歲。